# 貝莫沃區
貝莫沃區（波蘭語：Bemowo）是波蘭首都華沙的行政區，位於華沙西部。該區在1951年劃入華沙。
貝莫沃區相鄰以下行政區：
- 北：別拉內區與若利博日區
- 南：弗沃黑區與烏爾蘇斯區
- 西：馬佐夫舍地區奧扎魯夫（西華沙縣）
- 東：沃拉區

## 外部連結
- A local info-website
- A local Internet newspaper for Bemowo （页面存档备份，存于）
- Bemowo Pictures - Amateur movie group from Bemowo （页面存档备份，存于）